# Bad Omens
Bad Omens je americká heavy metalová kapela z Richmondu ve Virginii. Byla založená v roce 2015.

## Historie
V roce 2015 ji založil zpěvák a producent Noah Sebastian, kytarista Nicholas Ruffilo a baskytarista Vincent Riquier. Později se ke kapele připojili kytarista Joakim Karlsson a bubeník Nick Folio.
V roce 2016 vydali pod hlavičkou Sumerian Records své kritikou oceňované debutové stejnojmenné album.
V roce 2018 ze skupiny odešel kytarista Vincent Riquier.
Jejich druhé studiové album Finding God Before God Finds Me vyšlo v roce 2019. Následující rok vyšla deluxe edice tohoto alba.
Třetí studiové album The Death of Peace of Mind vyšlo v roce 2022. Z alba pochází největší hit skupiny „Just Pretend“, který získal platinovou certifikaci od RIAA.
Kromě své vlastní tvorby spolupracovali i s kapelami jako jsou Bring Me the Horizon nebo Linkin Park.

## Žánr a vlivy
Styl skupiny je popisován jako metalcore, alternativní metal, melodický metalcore, nu metal, a industriální metal. Kapela je mnohdy přirovnávána ke skupinám Bring Me the Horizon nebo Periphery.

## Členové

### Současní členové
- Noah Sebastian – zpěv, programování (2015–současnost)
- Nicholas Ruffilo – basová kytara (2018–současnost), doprovodné vokály (2015–současnost), rytmická kytara (2015–2018), sólová kytara (2015)
- Joakim Karlsson – sólová kytara, programování, doprovodné vokály (2015–současnost), rytmická kytara (2018–současnost)
- Nick Folio – bicí, perkuse (2015–současnost)

### Bývalí členové
- Vincent Riquier – basová kytara, doprovodné vokály (2015–2018)

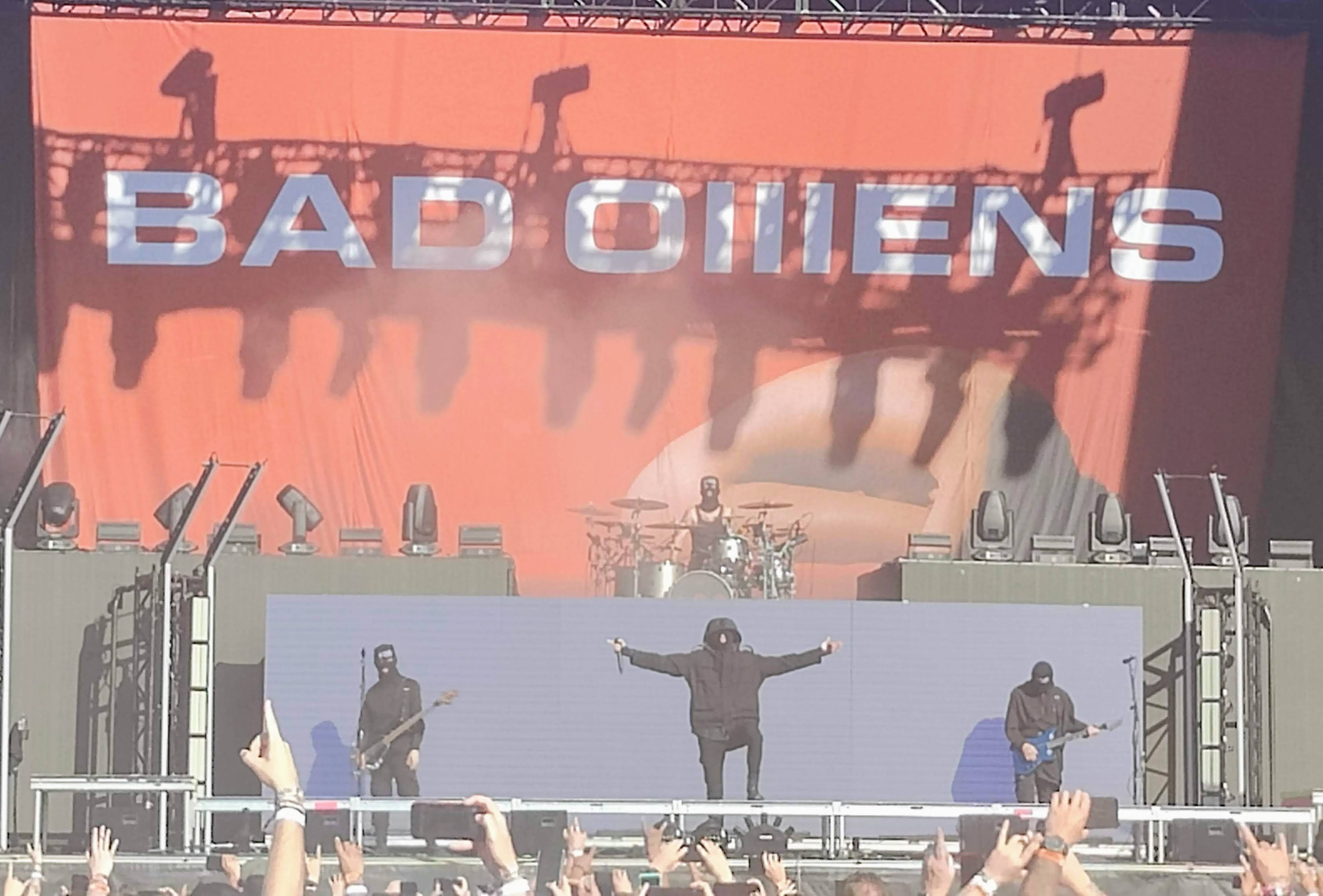
Bad Omens v roce 2023

## Diskografie

### Studiová alba
- Bad Omens (2016)
- Finding God Before God Finds Me (2019)
- The Death of Peace of Mind (2022)

### Soundtracky
- Concrete Jungle (The OST) (2024)